# Murailles de Gerfalco
Les murailles de Gerfalco (en italien : Mura di Gerfalco) constituent le système défensif de Gerfalco, un hameau de la commune de Montieri, dans la province de Grosseto en Toscane.

## Historique
Les murailles de la ville furent construits à plusieurs reprises au cours du XIIe siècle, pour protéger le village de Gerfalco qui, à cette époque, était au centre de conflits entre les évêques de Volterra et les familles Aldobrandeschi et Pannocchieschi, qui se résolurent plus tard en faveur de la dernière.
À l'époque de la Renaissance, les Siennois effectuèrent quelques travaux de rénovation des murs médiévaux préexistants, améliorant le système de tour de guet le long de l'enceinte.
En 1554, l'architecture militaire, contrairement à ce qui s'est passé dans la proche Travale, réussit à échapper à la destruction lors du siège des troupes grand-ducales de Cosme Ier de Toscane, lequel détermina le passage définitif du centre de Gerfalco de la république de Sienne au grand-duché de Toscane.
Plus tard, la maçonnerie a subi une série de modifications, de remodelages et de rénovations qui ont partiellement effacé son aspect d'origine.

## Description
Les murailles de Gerfalco délimitent presque entièrement le village d'origine médiévale.
Globalement, certains pans sont apparents et d'autres sont plus ou moins intégrés aux murs des bâtiments du centre historique, où cependant la base de l'escarpement reste visible un peu partout. Les revêtements rappellent les éléments de style médiéval dans les endroits où ils sont en pierre, notamment dans les courtes parties exposées ; au contraire, les parties des murs incorporées aux bâtiments sont souvent altérées par la présence de plâtre.
Le long du périmètre des murailles, deux portes cintrées de l'époque médiévale (Porta Senese et Porta Fiorentina) permettent l'entrée et deux tours de guet s'élèvent, toutes deux de section circulaire, datant de la domination siennoise du XVe siècle.

## Galerie

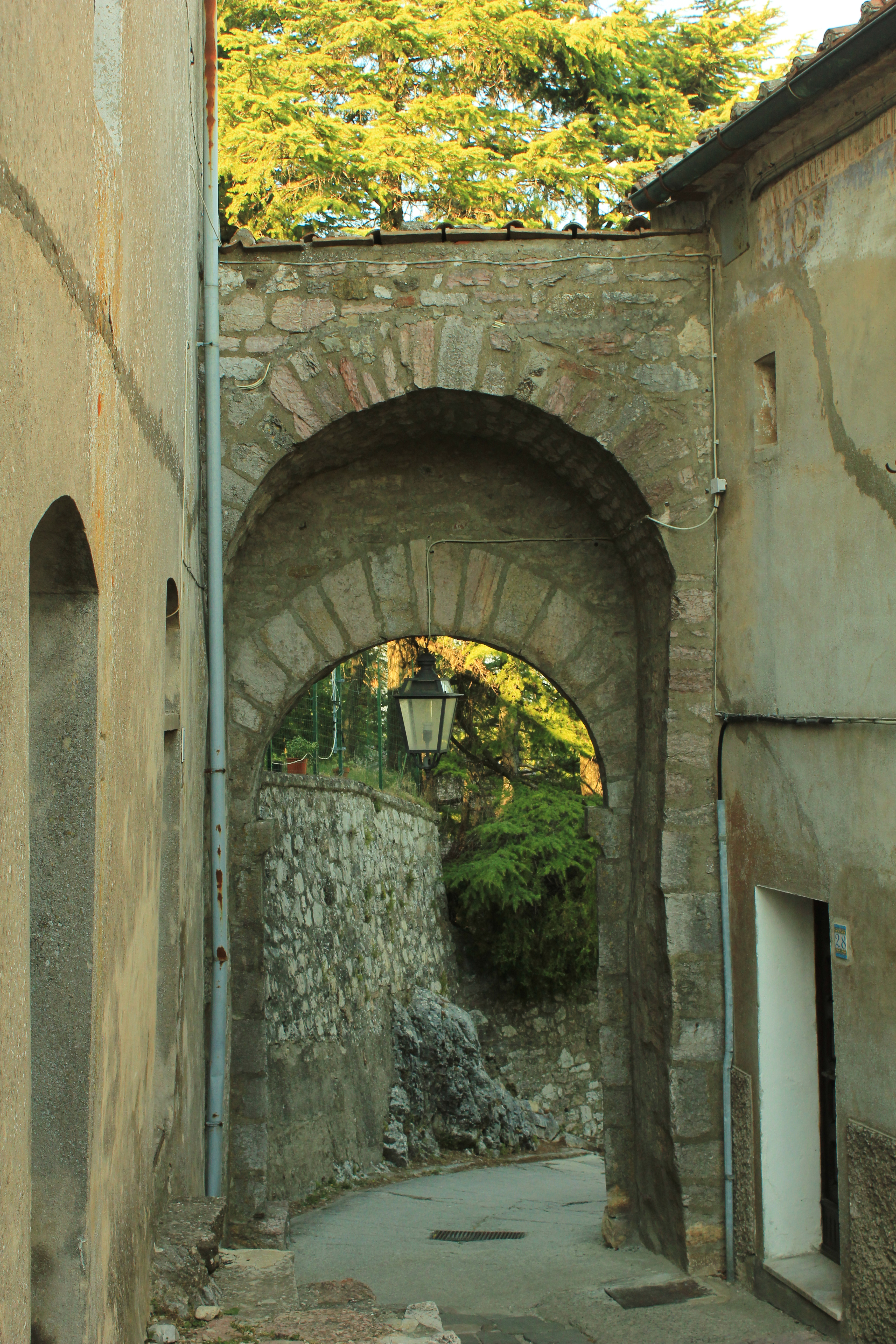
La Porta Senese.
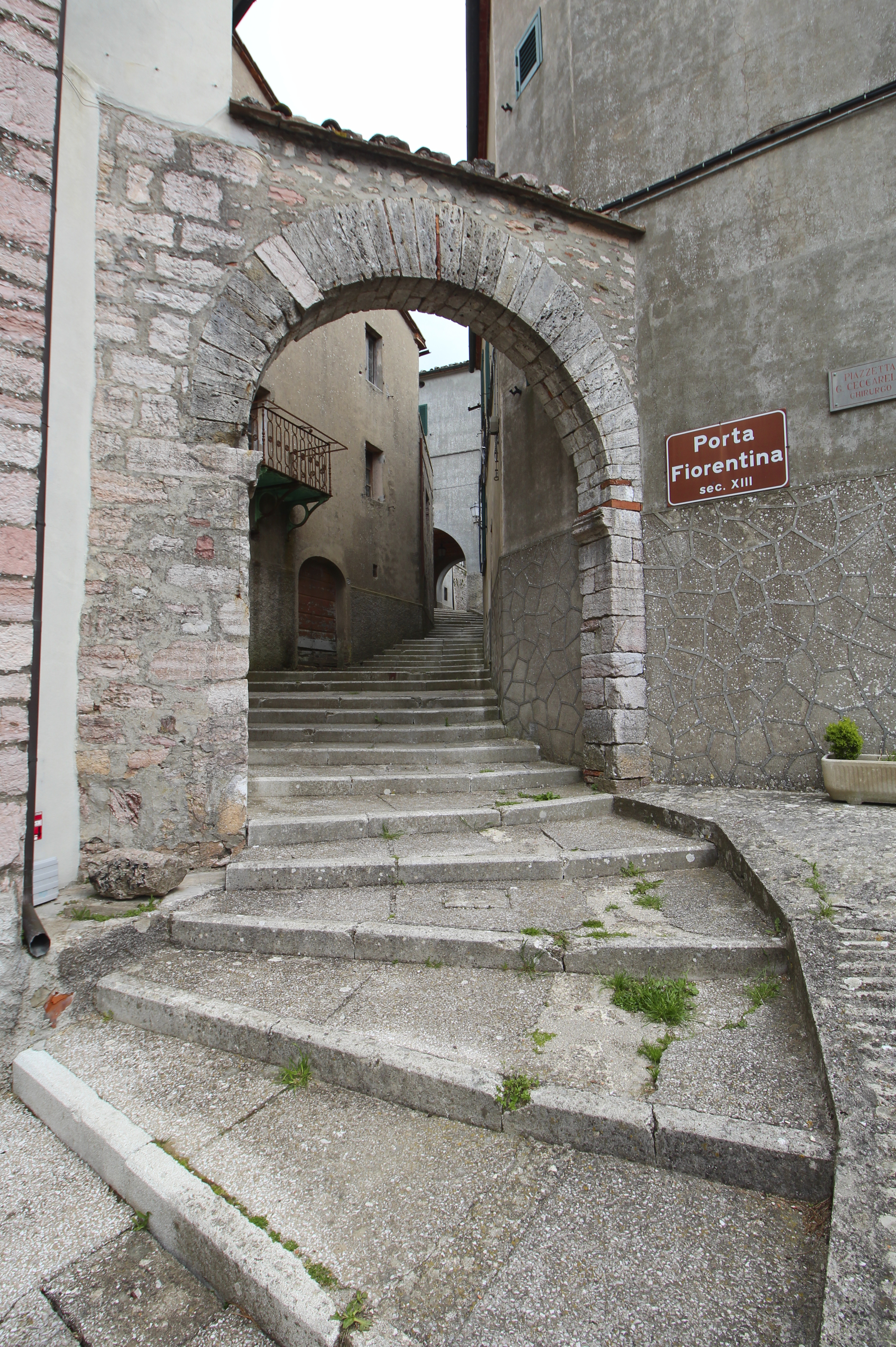
La Porta Fiorentina.
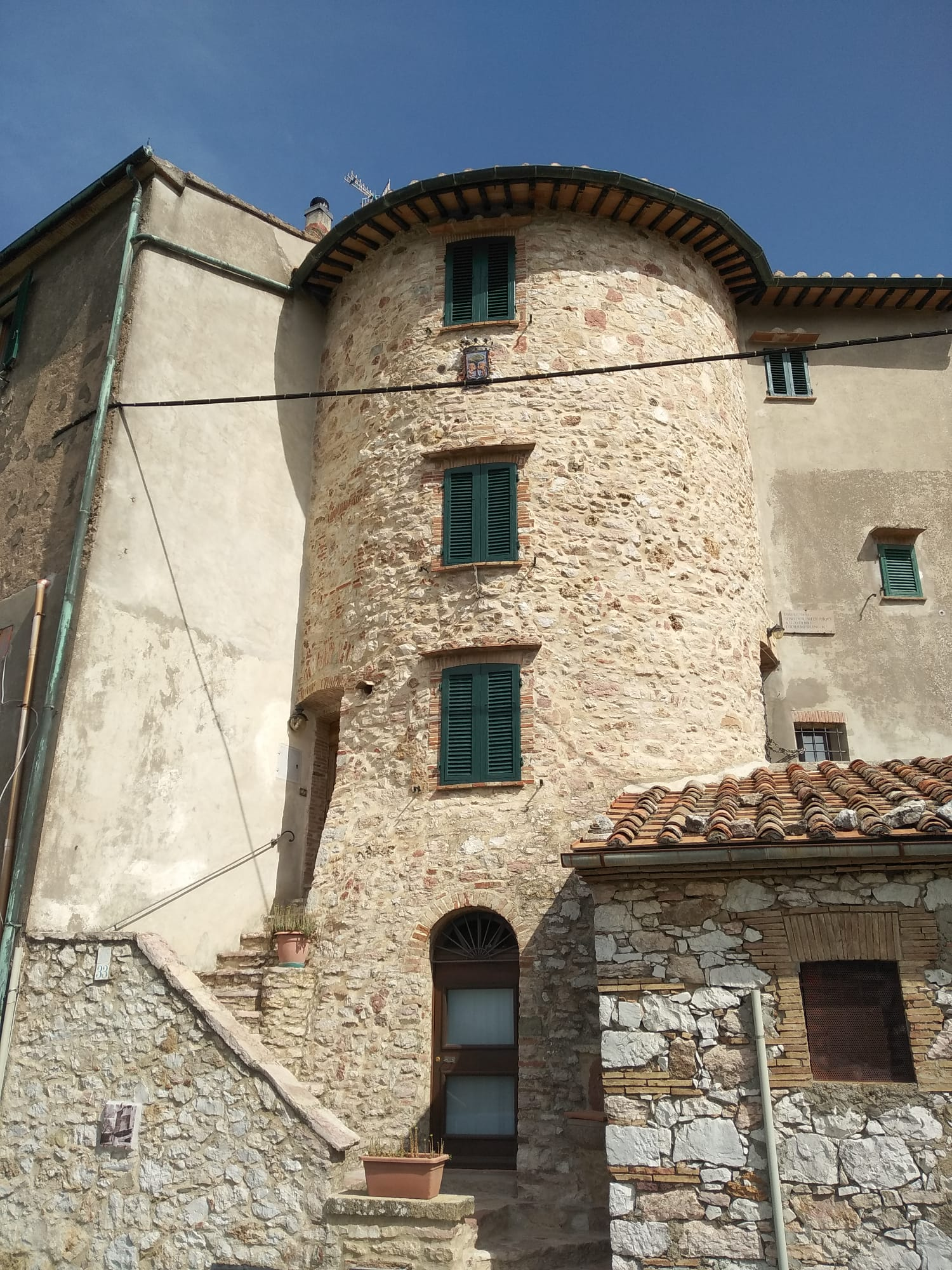
L'ancienne tour de guet.